# Doom (фильм)
Doom — научно-фантастический фильм 2005 года, режиссёра Анджея Бартковяка. Фильм создан по мотивам игры Doom от компании id Software. Фильм был выпущен 21 октября 2005 года в Соединённых Штатах и 2 декабря 2005 года в Великобритании. Главные роли в картине исполнили Карл Урбан, Дуэйн Джонсон.
Сюжет фильма рассказывает о морских пехотинцах, отправившихся на планету Марс из-за поступившего с находящегося на её поверхности исследовательского центра сигнала бедствия, причиной которому послужили эксперименты с хромосомами людей, результатом которых стали мутации персонала центра.
7 февраля 2006 года была официально выпущена на DVD режиссёрская версия фильма, содержащая 15 минут, вырезанных из оригинальной версии.

## Сюжет
Фильм основан на сильно изменённом сюжете игры Doom 3.
В 2026 году в Неваде был обнаружен портал, позволявший телепортироваться на Марс. Портал назвали «Ковчегом», однако то, кем и зачем он был создан, неизвестно и на момент событий фильма, в 2046 году.
Действие разворачивается на марсианском исследовательском объекте «О́лдувай» Объединённой Аэрокосмической Корпорации (ОАК). Учёные комплекса бегут от неизвестного противника, убивающего беглецов одного за другим. Единственным до безопасного места добирается доктор Кармак; он отправляет на Землю сигнал бедствия, а в этот момент странное существо вскрывает дверь помещения, где укрылся Кармак…
Оперативный отряд быстрого реагирования (ООБР), состоящий из 8 человек, — лидера Эшера «Сержанта» Махонина (Дуэйн Джонсон), штаб-сержанта Джона «Демона» Гримма (Карл Урбан), капралов Эрика «Грешника» Фэнтома (Бен Дэниэлс)и Дина Портмана (Ричард Брэйк), сержантов Грегори «Дюка» Шофилда (Разаак Адоти) и Рорка «Дестроера» Гэннона (ДеОбия Опарей), рядового Кацухико «Мэка» Такахаши (Яо Чин) и новичка Марка «Малыша» Данталияна (Эл Уивер), — отправляется к земному порталу «Ковчега» и телепортируется на «Олдувай». У портала бойцов встречает техник-инвалид Маркус Пензеровски/«Пинки» (Декстер Флетчер) (несколько лет назад во время неудачной телепортации нижняя половина тела мужчины телепортировалась в совершенно другое место), а в атриуме — доктор Саманта Гримм (Розамунд Пайк), сестра Джона. Вход в помещение с порталом под охраной Пинки и Мэка наглухо закрывается, вводится карантин. Остальные из отряда вместе с Самантой на лифте спускаются в сам комплекс.
Солдаты разделяются: Грешник с Портманом проверяют лабораторию генетики, Малыш в паре с Дестроером отправляется в кабинет д-ра Кармака, откуда был послан сигнал бедствия, Сержант и Дюк берут на себя оружейный отдел, а Джон охраняет сестру.
В оружейной Сержант обнаруживает BFG v3.14 (рус. БФГ — Большое Финишное Глушило), но доступ к этому оружию разрешён только персоналу лаборатории.
В своём кабинете Саманта показывает брату необычную археологическую находку — останки 2 человекообразных существ («Люси» и её детёныша). Особенно Джона удивляет хромосомный набор «Люси» — у неё 24 пары хромосом, в то время как у человека этих пар только 23. Саманта объясняет назначение лишней пары: она дала «Люси» сверхчеловеческие способности — увеличенную силу, ум, выносливость и мгновенную регенерацию повреждений, причём у всех остальных найденных представителей её расы лишь 23 пары хромосом, что позволяет предположить искусственное изменение хромосомного набора «Люси».
Тем временем отряд обнаруживает и ловит раненного в шею, но живого доктора Кармака, который внезапно отрывает себе ухо. Его уносят в лазарет. Малыш с Портманом также находят выжившую женщину. Та пытается напасть на бойцов, но тут же оказывается ими расстреляна. В лаборатории генетики Грешник и Джон также убивают ещё одного учёного, бросившегося на них с ножом. Ещё одно существо убегает от солдат, приводя их в канализацию.
У Кармака берут анализ крови, которая оказывается полна инородных тел. Саманта обнаруживает, что сам Кармак сбежал.
В канализации существо атакует Грешника и кусает его в шею; бойцы убивают тварь и уносят товарища в лазарет, но слишком поздно: Грешник умирает. Персонал лаборатории эвакуируется на Землю. Вход в «Ковчег» запирается, Пинки приказано его охранять.
Сержант показывает Саманте труп застреленного в канализации монстра, но та не знает, что это такое. Она занимается вскрытием твари, охраняющий её Дюк отправляется за специальной пилой для дальнейшего изучения тела. По возвращении его атакует новый монстр, но Саманта вовремя отключает наностену (стена, которая может становиться проницаемой), и существо застревает в ней.
Джон с Сержантом и Мэком исследуют место раскопок, где и были обнаружены останки «Люси» и детёныша. Джон посещает то место, где его с Самантой родители, первые учёные на «Олдувай», погибли в результате несчастного случая. Сержант находит тела ещё двух учёных. Оставшегося в одиночестве Мэка выслеживает и обезглавливает очередной монстр.
Бойцы перекрывают проходы к «Ковчегу», дабы не дать существам телепортироваться на Землю. Сержант находит руку сотрудницы объекта и с её помощью добирается до BFG v3.14.
В отдельной комнате лазарета, пока Саманта и Дюк заняты изучением внутренностей убитой в канализации твари, неожиданно оживает Грешник. Пытаясь наброситься на бывших друзей, он разбивает себе голову об пуленепробиваемое стекло и умирает окончательно.
Портман, охраняющий с Дестроером переход в атриум, отпрашивается в туалет. Самого Дестроера шум привлекает в камеру со стенами, находящимися под высоким напряжением. Там его атакует монстр, убивший Мэка. После продолжительной схватки с тварью Дестроер погибает, сорвавшись с большой высоты. Также погибает Портман: издаваемый им шум привлёк монстра, и тот забивает Дина об стены насмерть. Прибежавший на помощь Сержант пользуется возможностью испытать разрушительную мощь пушки BFG, которая прожигает несколько перекрытий комплекса.
Трупы товарищей доставляются в лазарет. Саманта показывает Сержанту застрявшего в наностене монстра — им и оказывается тот самый доктор Кармак, изменившийся до неузнаваемости. Сержант убивает его и хочет наконец узнать, чем учёные занимались на объекте. Саманта уверяет его, что на «Олдувай» велись лишь археологические исследования, однако документы и видеоматериалы говорят о другом — доктор Кармак руководил экспериментом по введению 24-й пары хромосом живому человеку, отчего подопытный начал мутировать в одно из существ. Здесь между Джоном и Сержантом возникает конфликт: Джон не желает, чтобы документация этих адских исследований попала на Землю, а потому предлагает уничтожить флешки с данными; Сержант же намеревается выполнить приказ корпорации и вернуть ей её собственность.
Малыш с Дюком спускаются к площадке для раскопок, но вместо двух тел, ранее найденных Сержантом, видят лишь одно. На связь выходит Пинки, сообщающий, что что-то пытается пробить дверь, ведущую к «Ковчегу». Отряд спешит на помощь, но не успевает: дверь пробита, а Пинки и монстр телепортировались на Землю. Джон возвращается за сестрой. Саманта тем временем выяснила, что мутанты способны выбирать, кого инфицировать, отдавая предпочтение людям, склонным к жестокости. В ином случае 24-я пара дарует сверхспособности, как у «Люси».
Солдаты с Самантой возвращаются на Землю, однако уже слишком поздно: весь персонал «Ковчега» убит. Сержант приказывает убивать даже выживших как потенциальных разносчиков заразы. Во время зачистки своей территории Малыш обнаруживает большую группу уцелевших, спрятавшихся в одном из отдалённых помещений. Среди горы трупов Дюк находит перепуганного Пинки и отводит его к отряду. Сержант намеревается убить Пинки, но в этот момент прибегает Малыш и сообщает о ±25 выживших. Новичок наотрез отказывается выполнять приказ Сержанта (убить всех), за что получает от него пулю в горло. В это время со спины на техника нападает мутант и утаскивает его.
Джон и Сержант устремляются за монстром и Пинки, но не поспевают и напарываются на толпу инфицированных. Герои отступают в помещение с наностеной. Когда все оказываются в комнате, Сержант отключает наностену, но она оказывается неисправна и по-прежнему является проницаемой. Один из мутантов убивает Дюка, атаковав из-под пола; Сержанта утаскивают инфицированные; Джон продолжает стрелять, но стена внезапно затвердевает, и пуля рикошетит прямо в него.
Джон баррикадирует вход, но теряет слишком много крови и очень скоро умрёт. Саманта, не желая терять брата и будучи уверенной в чистоте его души, вводит ему 24-ю пару хромосом. Джон теряет сознание.
Начинается сцена от лица Джона: он приходит в себя, но нигде не находит сестру, зато обнаруживает, что все его раны затянулись. Герой пробивается к «Ковчегу» через инфицированных, попутно убивая мутировавшего Пинки.
Дальнейшие сцены идут, как обычно, от третьего лица. У «Ковчега» Джон находит Саманту, лежащую без сознания, и укушенного в шею Сержанта. Последний признаётся, что убил всех выживших, обнаруженных Малышом. Джон хочет убить инфицированного Сержанта.
Между героями завязывается схватка, но никто из них не может взять верх над противником. Вскоре Сержант превращается в монстра. Джон активирует «Ковчег» и сперва телепортирует на «Олдувай» своего командира, а потом и гранату, которая уничтожает марсианский «Ковчег» вместе с Сержантом.
Время карантина истекает, и Джон с сестрой на руках поднимается на поверхность.

## В ролях
- Карл Урбан — штаб-сержант Джон «Жнец» (Reaper) Гримм.
- Дуэйн Джонсон — комендор-сержант Эшер «Сержант» Махонин.
- Розамунд Пайк — доктор Саманта Гримм.
- Бен Дэниелс — капрал Эрик «Грешник» Фэнтом.
- Разаак Адоти — сержант Грегори «Дюк» Шофилд.
- ДеОбия Опарей — сержант Рорк «Разрушитель» Гэннон.
- Яо Цзинь (англ. Yao Chin) — рядовой первого класса «Мэк» Кацухико Куманосукэ Такахаси
- Ал Уивер (англ. Al Weaver) — рядовой Марк «Малыш» Д’Анталиян.
- Ричард Брэйк — капрал Дин Портман.
- Декстер Флетчер — техник Маркус «Пинки» Пензеровски.
- Роберт Рассел — доктор Тодд Кармак.

## Производство
Фильм ожидался фанатами игры ещё в 1993 году, когда была выпущена первая часть Doom. В 1994 и 1995 годах id Software продала права на съёмку Doom двум киностудиям, но те так и не воспользовались возможностью снять фильм. Следующие девять лет проект фильма никак не мог прийти к логическому завершению. В 2002 году стало известно, что Warner Bros. приобрела права на съёмки. В 2003 году Warner Bros. потеряла права на фильм, которые перешли в руки Universal Pictures; Universal запустили фильм в производство в 2004 году.
В последнем интервью исполнительный продюсер Джон Уэллс сказал, что если первая часть фильма окупится, то выход второй части будет делом времени. Продажи в уик-энд составили более 15,3 миллиона долларов, но быстро упали до 4,2 миллиона, что озадачило руководителей Universal.
Одним из самых примечательных моментов фильма является сцена боя от первого лица, которая очень напоминает процесс игры в Doom 3. В этой сцене камера представляет зрителю вид глазами Демона, который бежит через наполненную монстрами лабораторию в поисках своей сестры.

## Награды и номинации
Фильм был выдвинут на премию «Золотая малина» 2005 года в категории «Худший актёр» (Дуэйн Джонсон).

## Критика
На сайте Rotten Tomatoes фильм имеет рейтинг одобрения 18 %, основанный на 138 рецензиях, со средней оценкой 4/10. Консенсус критиков сайта гласит: «Сцены от первого лица наверняка понравятся поклонникам видеоигры, но не хватает сюжета и оригинальности, чтобы понравиться другим кинозрителям». На Metacritic фильм имеет средневзвешенный рейтинг 34 из 100, основанный на отзывах 28 критиков, что указывает на «в целом неблагоприятные отзывы».